# ピョン・リー
ピョン・リー（Pyong Lee, 1992年9月23日 - ）は、韓国系ブラジル人のイリュージョニスト・催眠術師・YouTuber。本名はJaime Young-Lae Cho。
YouTubeに催眠術を扱うチャンネルを持ち、チャンネル登録者数は700万人を超える。2018年には『フォーブス』ブラジル版が30歳未満の優れた人物を90人集めたFORBES Under 30に名前が挙がった。

## 経歴
1992年、サンパウロ生まれ。父は韓国からの移民で、ブラジルで出会った女性との間に出来た子がピョンである。Youtubeのチャンネルにある「HISTÓRIA da minha VIDA（私の人生の歴史）」と題した動画の説明によれば、ピョンが9歳のときに父と口論の末に母は家を出ていき、それ以来、母には会ったことがないのだという。 同時に父はパートナーに裏切られて仕事を失い、酒を飲むだけで子供の世話をしなくなってしまった。ピョンと2人の弟は祖父母や父の兄弟が親代わりとなって育てられた。  
10代の頃、ダンスや魔術の素質があることを示し、『Programa Silvio Santos』『Programa do Ratinho』『Domingão do Faustão』『Programa da Sabrina』『Legendários』『Eliana』といったテレビ番組に出演した。16歳から芸名としてPyong Leeを名乗るようになった。パウリスタ大学法学部を卒業後、催眠術に興味をそそられ、これを専門とした。彼は現在、彼のチャンネルでいくつかの有名なゲストとデモンストレーションを行っており、クエーサー研究所と呼ばれる臨床催眠センターを運営しています。  
2020年、 リアリティ番組「ビッグ・ブラザー」第20シーズンの参加者に選ばれた。

## 私生活
彼はサミーリーと結婚しており、サミーリーには2020年2月16日に生まれたジェイクという息子がいる。 

## 論争
2020年3月、 ビッグ・ブラザーの 20シーズンの参加者の1人であるビアンカアンドラーデは、ピョンリーが彼女と他の2人の監禁同僚に嫌がらせをしたと述べました。  声明の1か月前に、 リオデジャネイロ州の市民警察は、催眠術師がリアリティショーに参加している間の行動を検証するための記録が作成されたことをすでに通知していました。  youtubeでは、これによって検討されているピョンのプロの同僚であるフェリペ・ネト と公衆によって批判します。  奇術師の記者会見は声明のなかで、「関係者全員が、彼らが気にならないことを明らかにした」と述べた。 

## フィルモグラフィー

### シネマ
| 年     | タイトル       | キャラクター | 備考     |
| ------ | -------------- | ------------ | -------- |
| 2017年 | 私の15年：映画 | ファビオ     | 長編映画 |

### ミュージックビデオ
| 年     | タイトル         | アーティスト | プロデューサー |
| ------ | ---------------- | ------------ | -------------- |
| 2012年 | やあDJ ft。 Pjay | ビアボス     | Soundzチーム   |

### テレビ
| 年      | 番組名             | キャラクター                      | 備考                                  | Ref.   |
| ------- | ------------------ | --------------------------------- | ------------------------------------- | ------ |
| 2016年  | Entubados          | 本人                              | シーズン1                             | [ 19 ] |
| 2017–18 | Câmeras Escondidas | Melancia（コントロール/吹き替え） | - Frutas Falantes - Frutas Falantes 3 | [ 20 ] |
| 2020    | Big Brother Brasil | 参加者                            | シーズン20                            | [ 21 ] |

### インターネット
| 年         | タイトル       | 位置         | プラットフォーム |
| ---------- | -------------- | ------------ | ---------------- |
| 2014 –現在 | イ・ピョン     | プレゼンター | YouTube          |
| 2017–18    | FitDanceスター | 参加者       | YouTube          |

## 本
- 催眠術：あなたの心の力を発見してください 。 Editora Outro Planeta Brasil（2018）、 ISBN 978-8542213331 。